# ロマン・ノイシュテッター
ロマン・ノイシュテッター（Рома́н Петро́вич Нойште́дтер, ドイツ語: Roman Petrovich Neustädter, 1988年2月18日 - ）は、旧ソビエト連邦・ドニプロ出身のサッカー選手。KVCウェステルロー所属。ポジションはMF、DF。ロシア代表。

## クラブ経歴
父のペーター・ノイシュテッターはドイツ系キルギス人（カザフ・ドイツ人）であり、カザフスタン代表及びFCドニプロ、1.FSVマインツ05などで活躍したサッカー選手であった。
父が現役時代に所属し、コーチをつとめている1.FSVマインツ05のユースチームでキャリアをスタート。2007年にトップチームに昇格した。2009年に13年間所属したマインツを離れ、ボルシアMGに移籍。2011-12シーズンの4位に貢献する活躍が認められ、2012-13シーズンから4年契約でシャルケ04に移籍した。

### FCディナモ・モスクワ
FCディナモ・モスクワは2019年8月9日、フェネルバフチェを退団していたロシア代表DFロマン・ノイシュテッターを獲得したことを発表した。契約期間は1年間となっている。

## 代表歴

### ドイツ代表
世代別ドイツ代表に選出。
2011年、ボルシアMGでの活躍により、ウクライナサッカー連盟はウクライナ代表入りを打診。本人も乗り気であったが、実現はしなかった。
2012年11月14日、オランダとの親善試合でドイツ代表デビューを果たした。

### ロシア代表
2016年1月、EURO2016へ向けドイツ代表から遠ざかっていたノイシュテッターに目を付けたロシアサッカー連合からロシア代表入りを打診され、本人もこれを承諾。
2016年6月1日、チェコ戦でロシア代表として代表デビュー。しかし、自国開催だった2018 FIFAワールドカップには落選に終わった。